# Zelleromyces josserandii
Zelleromyces josserandii är en svampart som beskrevs av Malençon 1976. Zelleromyces josserandii ingår i släktet Zelleromyces och familjen kremlor och riskor.   Inga underarter finns listade i Catalogue of Life.